# 斯摩棱斯克克里姆林

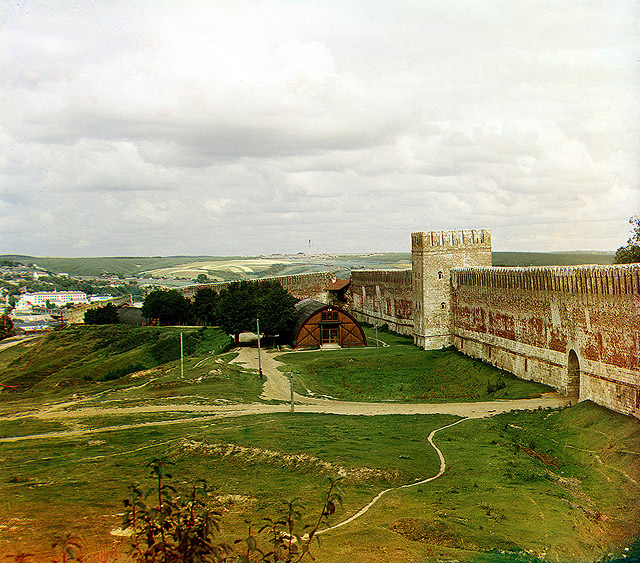

斯摩棱斯克克里姆林（Смоленский кремль）是位於俄羅斯西部城市斯摩棱斯克市中心的一個要塞建築，修建於1595至1602年。城牆全長6.5（4.0英里）。斯摩棱斯克克里姆林現在是俄羅斯的重點保護建築。